# Ehrenhausen
Ehrenhausen là một đô thị thuộc huyện Leibnitz trong bang Steiermark, nước Áo. Đô thị Ehrenhausen có diện tích 3,03 km², dân số cuối năm 2005 là 258 người.